# Häggenschwil
Häggenschwil es una comuna suiza del cantón de San Galo, ubicada en el distrito de San Galo. Limita al norte con las comunas de Muolen y Egnach (TG), al este con Roggwil (TG) y Wittenbach, al sur con Waldkirch, y al oeste con Hauptwil-Gottshaus (TG) y Zihlschlacht-Sitterdorf (TG).
La comuna está compuesta por las localidades de: Eggen, así como Lömmenschwil, Oberatzenholz, Ruggisberg y Unteratzenholz.